# Arabizzazione
L'arabizzazione (in arabo تعريب‎?, taʿrīb) è un processo culturale attraverso il quale si diffondono e si radicano la lingua, la cultura e l'identità araba. Questo processo fu evidente a partire dal Medioevo in Vicino Oriente e in Nordafrica. A partire dal XX secolo, in seguito alla decolonizzazione, molti governi dei Paesi arabi implementarono politiche di arabizzazione in ambito sociale e culturale, promuovendo ad esempio la lingua araba a scapito di quella francese e inglese o di lingue autoctone, come la lingua berbera o quella curda. Le politiche di arabizzazione del XX secolo hanno favorito in particolare l'arabo standard.

## In Medio Oriente
Violente politiche di arabizzazione vennero implementate dai partiti ba'thisti in Iraq e Siria contro le popolazioni curde. Nell'ambito del genocidio dell'Anfal, il regime di Saddam Hussein in Iraq represse l'identità curda e deportò centinaia di migliaia di curdi da Kirkuk, favorendo loro operai arabi. In Siria venne revocata la cittadinanza siriana a decine di migliaia di curdi e migliaia di arabi vennero insediati nelle regioni a maggioranza curda, in modo da alternarne la composizione etnica. 

## In Maghreb
Politiche di arabizzazione in ambito culturale vennero implementate dai Paesi del Maghreb, in particolare dall'Algeria. Tuttavia il francese rimase dominante nei settori amministrativo e universitario. Le politiche di arabizzazione, benché mirate ufficialmente a combattere l'uso del francese, finirono per accanirsi contro l'identità berbera. Le misure repressive contro l'identità berbera favorirono la nascita del berberismo, movimento culturale e politico la cui attività portò infine la lingua berbera ad essere ufficializzata in Marocco e Algeria negli anni 2010.